# Landkreis Sankt Joachimsthal

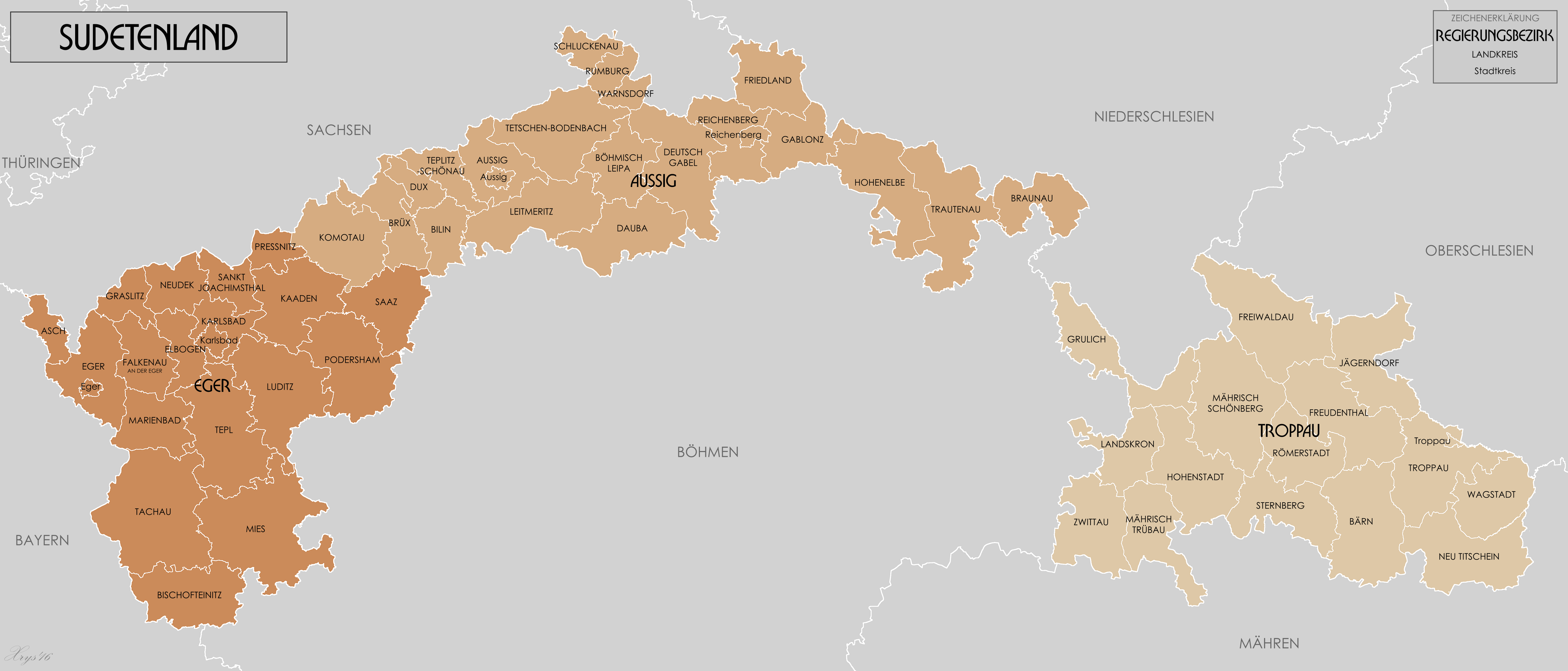
Verwaltungskarte des Reichsgaus Sudetenland

Der deutsche Landkreis Sankt Joachimsthal bestand in der Zeit zwischen 1938 und 1945. Er umfasste am 1. Januar 1945 drei Städte:
- Böhmisch Wiesenthal
- Gottesgab
- Sankt Joachimsthal, Radiumbad

und 22 weitere Gemeinden. Namensgebender Hauptort war das wieder in Sankt Joachimsthal umbenannte tschechische Jáchymov.
Am 1. Dezember 1930 hatte die Stadt Jáchymov 17.997 Einwohner, am 17. Mai 1939 waren es 19.284 (als Sankt Joachimsthal) und am 22. Mai 1947 (wieder als Jáchymov) 10.119 Bewohner.

## Verwaltungsgeschichte

### Tschechoslowakei / Deutsche Besatzung
Vor dem Münchner Abkommen vom 29. September 1938 gehörte der politische Bezirk Jáchymov zur Republik Tschecho-Slowakei.
In der Zeit vom 1. bis 10. Oktober 1938 besetzten deutsche Truppen das Sudetenland. Der politische Bezirk Jáchymov trug fortan die frühere deutsch-österreichische Bezeichnung Sankt Joachimsthal. Er umfasste den Gerichtsbezirk Sankt Joachimsthal. Seit dem 20. November 1938 führte der politische Bezirk Sankt Joachimsthal die Bezeichnung „Landkreis“. Er unterstand bis zu diesem Tage dem Oberbefehlshaber des Heeres, Generaloberst Walther von Brauchitsch, als Militärverwaltungschef.

### Deutsches Reich
Am 21. November wurde das Gebiet des Landkreises Sankt Joachimsthal förmlich in das Deutsche Reich eingegliedert und kam zum Verwaltungsbezirk der Sudetendeutschen Gebiete unter dem Reichskommissar Konrad Henlein.
Vorläufiger Sitz der Kreisverwaltung blieb bis Kriegsende die Stadt Karlsbad.
Ab dem 15. April 1939 galt das Gesetz über den Aufbau der Verwaltung im Reichsgau Sudetenland (Sudetengaugesetz). Danach kam der Landkreis Sankt Joachimsthal zum Reichsgau Sudetenland und wurde dem neuen Regierungsbezirk Eger mit dem Sitz der Regierungspräsidenten in Karlsbad zugeteilt.
Zum 1. Mai 1939 wurde eine Neugliederung der teilweise zerschnittenen Kreise im Sudetenland verfügt. Danach blieb der Landkreis Sankt Joachimsthal in seinen bisherigen Grenzen erhalten.
Er erhielt vom aufgelösten Landkreis Preßnitz dessen Gerichtsbezirk Weipert. Diese Gebietsänderungen sind aber bis 1945 nicht durchgeführt worden, da die endgültige Entscheidung über den Fortbestand des Landkreises Preßnitz nicht mehr gefallen ist. Faktisch hat der Landkreis Preßnitz fortbestanden.
Bei diesem Zustand blieb es bis zum Ende des Zweiten Weltkriegs.

### Tschechoslowakei / Tschechische Republik
Seit 1945 gehörte das Gebiet zunächst wieder zur Tschechoslowakei (Tschechoslowakische Republik, ČSR bzw. ab 1960 Tschechoslowakische Sozialistische Republik, ČSSR). Heute ist es ein Teil der Tschechischen Republik.

## Landräte
1939–1942: Helmut Fütterer († April 1942)
1942–1945: Henning von Winterfeld

## Kommunalverfassung
Bereits am Tag vor der förmlichen Eingliederung in das Deutsche Reich, nämlich am 20. November 1938, wurden alle Gemeinden der Deutschen Gemeindeordnung vom 30. Januar 1935 unterstellt, welche die Durchsetzung des Führerprinzips auf Gemeindeebene vorsah. Es galten fortan die im bisherigen Reichsgebiet üblichen Bezeichnungen, nämlich statt:
- Ortsgemeinde: Gemeinde,
- Marktgemeinde: Markt,
- Stadtgemeinde: Stadt,
- Politischer Bezirk: Landkreis.

## Ortsnamen
Es galten nun wieder die Ortsnamen ausschließlich in der deutsch-österreichischen Fassung von vor 1918.

## Städte und Gemeinden
Stand 1. Juli 1941
- Arletzgrün (Arnoldov)
- Böhmisch Wiesenthal, Stadt (Loučná pod Klínovcem)
- Damitz (Damice)
- Gesmesgrün (Osvinov)
- Gottesgab, Stadt (Boží Dar)
- Holzbach (Plavno)
- Holzbachlehen, auch Lehen, (Léno)
- Honnersgrün (Hanušov)
- Hüttmesgrün (Vrch)
- Jokes (Jakubov)
- Lindig (Lípa u Merklína)
- Marletzgrün (Maroltov)
- Merkelsgrün (Merklín u Karlových Var)
- Möritschau (Mořičov)
- Ober Brand (Horní Žďár)
- Permesgrün (Květnová)
- Pfaffengrün (Popov)
- Senkt Joachimsthal, Stadt (Jáchymov)
- Schönwald (Krásný Les)
- Seifen (Ryžovna)
- Stolzenhain (Háj u Loučné)
- Tiefenbach (Hluboký)
- Ullersgrün (Oldřiš u Merklína)
- Unter Brand (Dolní Žďár)
- Wickwitz (Vojkovice nad Ohří)